# Verbandsliga Baden
De Verbandsliga Baden (ook vaak niet correct als „Verbandsliga Nordbaden“ aangeduid) is de hoogste speelklasse van de voetbalbond in Baden. Tot de oprichting van de Oberliga Baden-Württemberg in het seizoen 1978/1979 was de Verbandsliga – destijds 1e Amateurliga geheten –  de hoogste amateurklasse en het 3e niveau in Duitsland. Met de invoering van de Oberliga Baden-Württemberg in 1978/79 en de Regionalliga Süd in 1994/1995 werd de Verbandsliga eerst het vierde niveau en daarna het vijfde. Met de invoering van de 3. Liga in het seizoen 2008/2009 is het de zesde speelklasse.
De kampioen van de Verbandsliga Baden promoveert naar de Oberliga Baden-Württemberg. De vice-kampioen komt in de play-offs terecht met de vice-kampioen van de Verbandsliga Württemberg en de Verbandsliga Südbaden. De drie laagstgeklasseerden degraderen naar een van de Landesliga's. De op drie na laagstgeklasseerde club moet zich zien te handhaven in de play-offs.

## Kampioenen

### Verbandsliga Baden (sinds 1979)
- 2023 - VfR Mannheim
- 2022 - ATSV Mutschelbach
- 2021 - Competitie gestaakt vanwege coronapandemie
- 2020 - FC Astoria Walldorf II
- 2019 - VfB Gartenstadt
- 2018 - FC Germania Friedrichstal
- 2017 - TSG 62/09 Weinheim
- 2016 - FC-Astoria Walldorf II
- 2015 - SV Sandhausen II
- 2014 - SV Kickers Pforzheim
- 2013 − 1. FC Bruchsal
- 2012 − TSV Grunbach
- 2011 − SV Spielberg
- 2010 – SpVgg Neckarelz
- 2009 – SV Spielberg
- 2008 – ASV Durlach
- 2007 – FC Astoria Walldorf
- 2006 – 1. FC Pforzheim
- 2005 – ASV Durlach
- 2004 – VfR Mannheim
- 2003 – TSG 62/09 Weinheim
- 2002 – FC Nöttingen
- 2001 – TSG 62/09 Weinheim
- 2000 – TSG 1899 Hoffenheim
- 1999 – TSG 62/09 Weinheim
- 1998 – SG Heidelberg-Kirchheim
- 1997 – FV Lauda
- 1996 – SG Oftersheim
- 1995 – FC Bammental
- 1994 – Karlsruher SC Amateurs
- 1993 – ASV Durlach
- 1992 – VfR Pforzheim
- 1991 – VfB Leimen
- 1990 – VfB Eppingen
- 1989 – Karlsruher SC Amateurs
- 1988 – VfL Neckarau
- 1987 – Amicitia Viernheim
- 1986 – SV 98 Schwetzingen
- 1985 – 1. FC Pforzheim
- 1984 – SG Heidelberg-Kirchheim
- 1983 – Karlsruher SC Amateurs
- 1982 – SV Neckargerach
- 1981 – FV Lauda
- 1980 – SV Neckargerach
- 1979 – VfB Eppingen

### Kampioenen 1. Amateurliga Baden (1951–78)
- 1978 – FV 09 Weinheim
- 1977 – SV Neckargerach
- 1976 – VfR Mannheim
- 1975 – VfB Eppingen
- 1974 – Karlsruher FV
- 1973 – VfR Mannheim
- 1972 – SV Waldhof Mannheim
- 1971 – SV Waldhof Mannheim
- 1970 – FV 09 Weinheim
- 1969 – FC Germania Forst
- 1968 – VfL Neckarau
- 1967 – ASV Feudenheim
- 1966 – FC Germania Forst
- 1965 – Karlsruher SC Amateurs
- 1964 – SV 98 Schwetzingen
- 1963 – FV 09 Weinheim
- 1962 – VfL Neckarau
- 1961 – SV Sandhausen
- 1960 – Phönix Mannheim
- 1959 – VfR Pforzheim
- 1958 – VfL Neckarau
- 1957 – Amicitia Viernheim
- 1956 – Amicitia Viernheim
- 1955 – Amicitia Viernheim
- 1954 – Amicitia Viernheim
- 1953 – FV Daxlanden
- 1952 – Karlsruher FV
- 1951 – ASV Feudenheim

## Weblinks
- Badischer Fußballverband

FC Victoria Bammental ·
VfB Bretten ·
1. FC Bruchsal · 
VfB Eppingen ·
FV Fortuna Heddesheim ·
Karlsruher SC II ·
SG HD Kirchheim ·
SV Waldhof Mannheim II ·
TS Mosbach ·
1. FC Mühlhausen ·
ASC Neuenheim ·
GU Türkische SV Pforzheimn ·
SV Spielberg ·
VfB St. Leon ·
FC Astoria Walldorf II ·
TSG Weinheim
Baden ·
Bayern ·
Berlin ·
Bremen ·
Brandenburg ·
Hamburg ·
Verbandsliga Hessen ·
Mecklenburg-Vorpommern ·
Niederrhein ·
Niedersachsen ·
Mittelrhein ·
Rheinlandliga ·
Saarlandliga ·
Sachsen ·
Sachsen-Anhalt ·
Schleswig-Holstein ·
Südwest ·
Südbaden ·
Thüringen ·
Westfalen ·
Württemberg